# Parabola GNU/Linux
Parabola GNU/Linux – dystrybucja Linuksa oparta na Arch Linuksie, dostępna dla architektur i686, x86-64 i, w odróżnieniu od Arch Linuksa, także dla mips64, używająca wyłącznie w pełni wolnego oprogramowania. Tak jak w Archu Parabola GNU/Linux jest dystrybucją, która stawia na łatwość konfiguracji i użytkowania. Łatwość ta nie jest jednak osiągana przez dużą liczbę graficznych konfiguratorów, a poprzez rozsądnie rozmieszczone i konstruowane pliki konfiguracyjne, skrypty i programy. Parabola GNU/Linux jest jedną z dystrybucji wymienionych przez Free Software Foundation jako całkowicie wolne dystrybucje.

## Umowa społeczna projektu Parabola GNU/Linux
O celach i kształcie projektu Parabola stanowi poniższa umowa społeczna:
„Umowa społeczna projektu Parabola GNU/Linux jest wyrazem zaangażowania w tworzenie dystrybucji oprogramowania razem ze społecznością wolnego oprogramowania oraz jej użytkownikami w szczególności. Z tego właśnie powodu, nasza umowa społeczna zawsze będzie podążała za filozofią wolnej wiedzy. Wszelkie poprawki do tej umowy społecznej muszą być zgodne z duchem ruchu wolnego oprogramowania.
1. Parabola GNU/Linux jest wolnym oprogramowaniem. Będzie zgodna z Wytycznymi dla dystrybucji wolnych systemów operacyjnych, więc nie będzie zawierała, sugerowała, ani zalecała użycia własnościowego oprogramowania lub własnościowej dokumentacji oraz nie będzie w żaden sposób wspierała ich instalacji lub działania. Należą do nich: własnościowe oprogramowanie, firmware dostępny tylko w wersji binarnej, binarne bloby.
2. Parabola GNU/Linux i inne dystrybucje. Celem projektu Parabola jest wspieranie ruchu wolnego oprogramowania tak, by konkurencja skupiała się wyłącznie w wysiłkach przeciwko oprogramowaniu niewolnemu. Projekt Parabola będzie czynił starania, by wspierać inne projekty wolnego oprogramowania najlepiej jak potrafi a każda informacja w naszym projekcie będzie dostępna dla każdego, kto będzie tego potrzebował. Dotyczy to także naszych repozytoriów oraz pakietów oprogramowania.
3. Parabola GNU/Linux i jej społeczność. Nasza społeczność jest demokratyczna w tym sensie, że społeczność bierze udział w każdej sprawie, w której potrzebna jest decyzja. Zachęcamy społeczność do współpracy przy rozwoju projektu.
4. Parabola GNU/Linux i ArchLinux. Dystrybucja Parabola GNU/Linux jest wolną wersją dystrybucji ArchLinux. Dostarczamy repozytoria oraz obrazy instalacyjne pozbawione jakiegokolwiek niewolnego oprogramowania. Szanujemy filozofię KISS (ang. Keep It Simple, Stupid) obowiązującą w dystrybucji ArchLinux oraz jej proces rozwoju. W tym sensie dystrybucja Parabola utrzymuje zgodność z tytułu pochodzenia po to, by ułatwić migrację istniejących instalacji ArchLinux do zawierających tylko wolne oprogramowanie”[3].

## Historia
Projekt Parabola został zaproponowany przez członków kanału IRC dotyczącego innej w pełni wolnej dystrybucji gNewSense w 2009 roku. Członkowie różnych społeczności Arch Linuksa, zwłaszcza hiszpańskojęzyczni, zaczęli rozwijać i utrzymywać projekt oraz dokumentację. Dzisiaj, do społeczności Paraboli należą ludzie z całego świata w tym także z Polski.
20 maja 2011 roku Parabola GNU/Linux została zaakceptowana jako kompletnie wolna dystrybucja przez GNU, stając się częścią listy w pełni wolnych dystrybucji GNU/Linuksa stworzonej przez Free Software Foundation.
W lutym 2012 Dmitrij D. Czarkoff przetestował Parabolę dla OSNews. Czarkoff pisze, że na jego komputerze pojawiło się wiele problemów ze sprzętem z powodu braku wolnego firmware’u. Czarkoff stwierdza także: „To oznacza efektywnie, że wiele urządzeń nie jest wspieranych przez Parabolę. Na przykład, po jej instalacji na moim netbooku Acer Aspire One 531h nie mogłem użyć mojego modułu bluetooth Broadcom ani intelowskiego adaptera WiFi/WiMax Link 5150. (Ciągle mogłem używać mojego HTC Magic ze zmodyfikowanym ROM-em Gingerbread jako modemu USB 3G/WiFi, jednakże posiadanie cały czas czegoś podłączonego do portu USB jest trochę denerwujące, jeśli korzysta się z laptopa, a zwłaszcza z netbooka).” Czarkoff krytykował też brak dokumentacji dostępnej dla Paraboli. Następnie konkluduje: „Ogólne wrażenie używania Paraboli GNU/Linux jest dokładnie takie samo jak używanie Archa: jest to system z łatwym i konfigurowalnym procesem instalacji i konfiguracji, a także posiada dobry wybór pakietów wolnego oprogramowania. Jednakże z powodu braku dokumentacji, wygoda użytkowania spada, nie mniej jednak dokumentacja Arch Linuksa może być użyta do konfiguracji i rozszerzania Paraboli. Gdyby mój sprzęt na to pozwolił, prawdopodobnie używałbym Paraboli”.

## Różnice w stosunku do Arch Linux
Parabola używa tylko całkowicie wolnego oprogramowania z oficjalnych repozytoriów Archa dla architektur i686 oraz x86 84. Poza tym dla nie w pełni wolnych pakietów, tam gdzie to możliwe używa własnych zamienników, takich jak jądro Linux-libre zamiast standardowego jądra Linux.
W procesie filtrowania zostało usuniętych około 400 pakietów z repozytoriów Archa, które nie spełniają wymagań FSF dotyczących wolnego oprogramowania.
Z początku roku 2011 hakerzy Paraboli zaczęli rozwijać wersję tej dystrybucji dla komputerów, które używają rozwijanego w Chinach procesora Loongson.

## Instalacja

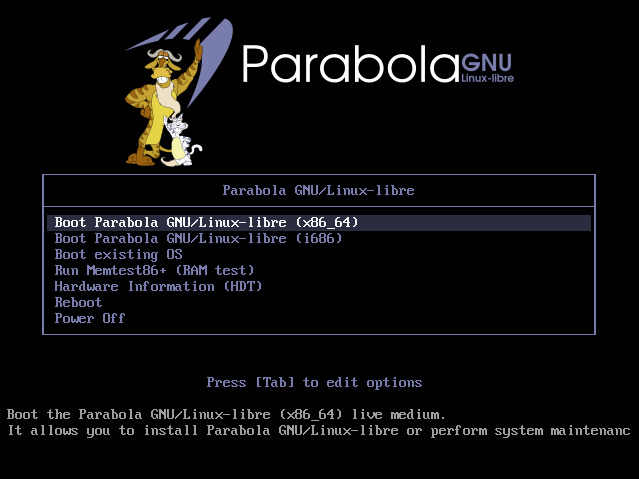
Parabola GNU/Linux instalator.

Są dwie możliwości zainstalowania Paraboli: system ten można zainstalować z obrazów ISO lub jeśli system Arch Linux jest już zainstalowany, można przemigrować do Paraboli poprzez zamianę repozytoriów Archa na repozytoria Paraboli, oraz instalując pakiet your-freedom, który konfliktuje z każdym znanym niewolnym pakietem, który nie ma swojego odpowiednika w repozytoriach Paraboli.

## Repozytoria pakietów
Programy pod postacią pakietów dla systemu Parabola GNU/Linux są trzymane podobnie jak w Arch Linux w różnych repozytoriach, z których najważniejsze to:
- libre — głównie to repozytorium odróżnia Parabolę od Archa, tutaj znajdują się w pełni wolne zamienniki niektórych pakietów, np. tutaj znajduje się linux-libre
- core — podstawowe oprogramowanie wymagane do działania systemu, które również jest dostępne na płycie instalacyjnej.
- extra — dodatkowe programy, których instalacja jest opcjonalna; tutaj znajdują się np. większe środowiska graficzne, pakiety biurowe.
- community — paczki, którymi zajmują się użytkownicy systemu; obecność programu w repozytorium określana jest w drodze głosowania[12].

Aktywowanie, bądź dezaktywowanie, poszczególnych repozytoriów możliwe jest poprzez edycję pliku /etc/pacman.conf. W tym pliku można również dodać inne, nieoficjalne serwery z pakietami. W pliku /etc/pacman.d/mirrorlist znajduje się lista serwerów (i jednocześnie ich priorytety).